# Dioscorea mexicana
Dioscorea mexicana és una planta herbàcia de la família de les dioscoreàcies, molt comuna en zones de clima tropical com centreamèrica. La trobem especialment a l'estat mexicà de Veracruz, Chiapas, Oaxaca i Guerrero. No és una planta, per tant, autòctona d'Europa. És originàriament silvestre, tot i que avui en dia es cultiva per a aprofitar-ne les propietats farmacològiques i alimentàries.
També pot ser anomenada Testudinaria provinent del gènere Testudo, "de les tortugues"; fa referència a la semblança del seu rizoma amb una tortuga. Pel que fa a la nomenclatura de Dioscorea fa referència a Dioscòrides. El nom popular català és "nyam mexicà". En castellà, es coneix pel nom de "cabeza de negro" o "barbasco de placa" i en anglès "Mexican yam".

## Distribució i ecologia
La seva distribució abasta parts d'Amèrica del Nord i majoritàriament centre Amèrica; en aquelles zones on el clima és tropical. Tot i que trobem algunes espècies de la família en zones temperades, Dioscorea mexicana no es troba a Europa. Habita zones tropicals i subtropicals, i s'estén de l'estat de Veracruz (Mèxic) fins al Panamà. Pot créixer tant a nivell del mar com a més de 1.800 m d'altitud. La podem trobar tant en selves altes perennifòlies com selves baixes caducifòlies i en boscos temperats de pi-alzina o boscos mesòfils de muntanya.

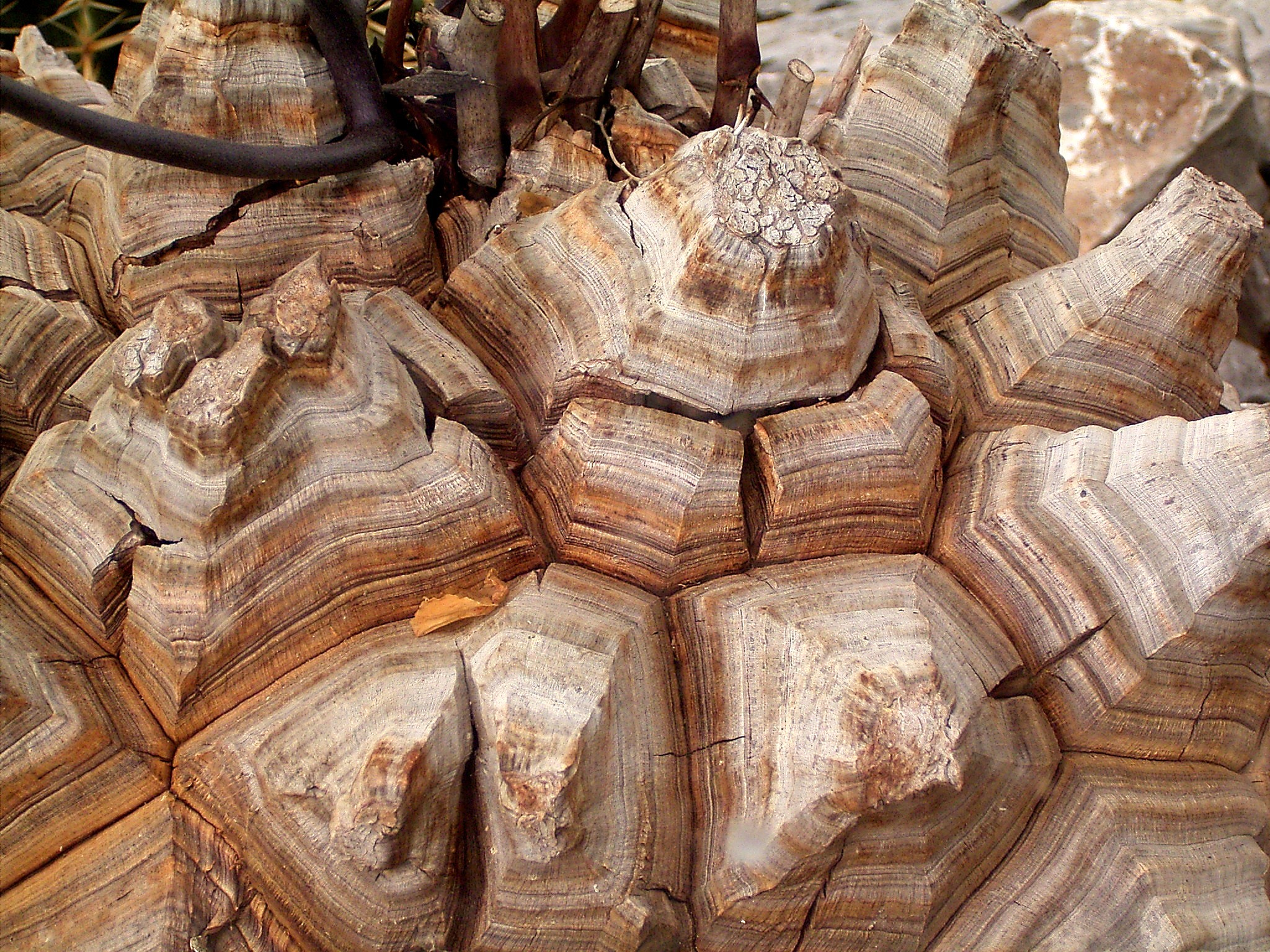
Rizoma de Dioscorea elephantipes, molt similar al de D.mexicana

## Morfologia
Dioscorea mexicana va ser descrita l'any 1837 per Scheidweiler
Dioscorea mexicana és una planta herbàcia vivaç dioica, tot i que pot ser monoica. Floreix i fructifica durant tot l'any, tot i que la seva època preferida és d'agost a octubre; ja que li van bé temperatures al voltant de 25-30 °C i la humitat.
La seva arrel es troba en forma de rizoma amb una forma característica semblant a la closca de la tortuga, a vegades també s'ha relacionat amb la forma del peu de l'elefant; ja que és un rizoma epigeu de forma des d'el·lipsoïdal a semiesfèrica amb grans plaques o escames poligonals lignificades. Aquestes escames fan 6x5 cm de diàmetre i gruix; i el parènquima és de color blanc o crema. Aquest rizoma o tubercle és també conegut pel nom de "nyam" i pot mesurar entre 0,4 i 1 metre. El rizoma creix sempre horitzontalment, mai verticalment.
Del rizoma surt una tija enfiladissa herbàcia i glabra, de la que emergeixen les fulles. Les fulles són cordiformes amb marge enter, de consistència herbàcia i peciolades. La seva mida normal va des de 10x18'5 cm a 8x16,3 cm; tot i que les més grans poden arribar a tenir la mida d'una mà. Creixen cap enrere, ja que és una planta trepadora; i es troben en disposició alterna, però a vegades són oposades o verticil·lades. Són fulles senceres i membranoses que tenen 11 nervis aproximadament. Presenten una nervació secundària marcadament reticulada.
Les flors es troben disposades en inflorescències de tipus raïm o panícula que solen emergir de l'axil·la de les fulles, fins a mesurar 10-20 cm. Tant les flors masculines com femenines són verdoses. El seu periant d'1 a 2 mm és de color porpra o vermellós. L'androceu té 6 estams soldats als tèpals que estan en una disposició 3+3. El gineceu consta de tres carpels soldats a un ovari ínfer. El fruit és una càpsula o baia.

## Farmacologia
La droga vegetal, és a dir la part que s'aprofita de la planta, és el rizoma, on es concentren la major part de components químics que presenten interès farmacològic.

### Composició química
Del rizoma s'extreuen les saponines. La més abundant és la diosgenina, amb estructura esteroidal i precursora de moltes hormones d'aquesta família, com són: la progesterona, cortisona, andrògens, estrògens…
A partir de la diosgenina aprofitant el nucli esteroidal, per semisíntesi, s'obtenen compostos amb diferents aplicacions.

### Accions farmacològiques
Va ser utilitzada en els anys 1940 per a l'obtenció d'hormones sexuals; presenta accions hormonals diverses amb propietats anticonceptives i anticanceroses. Té acció antiinflamatòria, mimetitzant les accions dels corticoides, però amb menys efectes secundaris. Així com acció anabòlica i pel control biològic. També és utilitzada per a la impotència sexual, el tractament d'al·lèrgies, d'artritis reumatoide, de processos inflamatoris, de lesions cutànies, per al tractament de trastorns metabòlics i el control de la natalitat. Hi ha estudis “in vitro” que demostren una capacitat discreta de l'extracte metanòlic del rizoma de la planta per a contraure la musculatura uterina amb un efecte dosi-dependent. Els resultats obtinguts són similars als de l'oxitocina. Cal recalcar que tradicionalment ja s'utilitzava amb aquesta finalitat abortiva.
Aquestes són les propietats més conegudes, no obstant se li atribueixen moltes altres:
Estimulant, analgèsic, antiinflamatori, antioxidant, antireumàtic, antiespasmòdic, antitoxina, amargant, coagulant, diürètic, expectorant, hipocolesterolèmic, hipoglucèmic, miorelaxant, diaforètic, emètic, estrogènic, hematoprotector i mastogènic.
Una de les propietats abans esmentades que es valora més, és que la diosgenina té propietats inflamatòries similars a les de la cortisona, però sense els seus efectes secundaris. És per aquest motiu que s'ha utilitzat per al tractament d'al·lèrgies i inflamacions en les articulacions. A més, la diosgenina ajuda a incrementar la densitat òssia fins a un 25%, sense els efectes secundaris de les hormones sintètiques.
Les seves indicacions són les següents:
Angines, apendicitis, artrosis, asma, arteriosclerosis, trastorns biliars, pel part, còlera, còlics, ulceres, conjuntivitis, rampes, disenteria, dismenorrea, febre, enteritis, frigidesa, pedres, gasos, mal de cap, morenes, hepatitis, pel colesterol i triglicèrids alts, singlot, hiperglucèmia, histèria, impotència, inflamació, ictiosis, icterícia, HDL baix, menopausa, cansament matinal, nàusees, miosis, nefritis, neuropaties, neurastènia, dolor, espermatorrea, reumatisme, mal d'estómac, sífilis, tensió, vòmits, retenció de líquids i restrenyiment.
La dosi recomanada per dia no supera els 510 mg d'arrel per dia.
Com en qualsevol altre fàrmac, la dosificació excessiva o la ingesta d'altres medicaments, pot conduir a efectes secundaris, interaccions i contraindicacions. Les més destacades són:
dosificacions excessives poden tenir efectes emètics (vomitius). A més, a causa de l'alt contingut en saponines el consum excessiu no és recomanat, ja que té molt mal gust. Reichert (1996) diu que no es detecten efectes secundaris en els voluntaris; no obstant Gruenwald adverteix que una sobredosi pot portar a enverinaments similars als de les picrotoxines a causa de la dioscorina.
A més, la diosgenina pot reduir els efectes antiinflamatoris de la indometacina. Augmenta additivament l'efecte estrogènic dels veritables estrògens, i és inapropiat en trastorns hormonals.
La màxima periodicitat en que en poden prendre els nens, és un cop per setmana.

### Usos tradicionals
En la medicina tradicional mexicana s'utilitzava per al tractament de l'artrosi i com a abortiu en algunes regions del país. Encara avui en dia el seu ús està molt estès en la tradició herbolària d'aquest país i se li atribueixen efectes molt diversos:
- En petites infusions de trossos d'arrel per a combatre la ciàtica, la gota o les febres reumàtiques.
- En cataplasmes sobre les parts afectades del cos, utilitzant fulles triturades de la planta. En aquesta forma s'utilitza popularment per a la sarna, la tinya i els penellons.
- En forma de suc de l'arrel (tubercle anomenat nyam), barrejat amb una cullerada de vi blanc i administrat entre els àpats, per a combatre les febres intermitents o els calfreds.
- Per a còlics, diarrea crònica i ferides internes recomanen prendre en dejú, durant tres setmanes consecutives, una cullerada d'un vi blanc preparat amb mitja ampolla d'un altre vi en el que s'hi posa durant dotze hores un tros d'arrel; i tres fulles de consolda, que es cola abans d'ingerir.
- Contra la retenció d'orina, els càlculs i altres trastorns de la bufeta, recomanen beure diversos cops al dia una infusió feta amb un tros d'arrel dins d'un litre d'aigua.

Molts d'aquests remeis populars, han inspirat la seva utilització en la medicina actual.

### Toxicitat
Les saponines en contacte amb l'oxigen de l'aigua, produeixen una escuma que asfixia els peixos. Popularment s'utilitza per a facilitar la pesca en estancs i corrents d'aigua.

## Alimentació
Dins del gènere Dioscorea trobem una gran varietat d'espècies amb diferents usos. Destaquen a banda de les d'interès farmacèutic, les d'interès alimentari, conegudes amb el nom de batata. Les espècies d'ús alimentari es comercialitzen pel consum tant humà com animal pel seu alt contingut en fècula i midó. Tot i que es considera una planta amb un alt poder alimentari no ha de ser en cap cas la base d'una alimentació saludable, ja que té unes grans mancances en proteïnes.
Actualment es cultiva precisament per a obtenir aquests tubercles tant nutritius que poden arribar a mesurar 2,5 metres de longitud, i 45kg de massa.

## Història
Cap al 1935 es van estudiar les propietats de les hormones esteroides en humans, i es van veure les importants funcions que tenien. L'obtenció per síntesi química d'aquestes substàncies era pràcticament impossible en aquella època, de manera que es va realitzar una gran recerca en animals i plantes per a trobar aquestes substàncies. Inicialment es va trobar en animals, però el preu era elevadíssim per a la majoria de la població. Això va obligar a ampliar la recerca a les plantes.
Un grup d'investigadors dirigits pel Dr. Rusell Marker van dedicar-se a explorar grans zones dels Estats Units i el nord de Mèxic. A Rusell Marker, aleshores professor de química orgànica de la Universitat de Pennsilvània, li va cridar l'atenció que en algunes regions de Mèxic llançaven l'arrel del nyam per a netejar llacunes i pescar. El rizoma del nyam conté una substància que en contacte amb l'aigua consumeix l'oxigen i produeix una escuma, asfixiant així als peixos. El 1939 va descobrir que la responsable d'aquesta propietat era un tipus de saponina altament concentrada en el rizoma del nyam. Fent referència al nom científic del nyam (Dioscorea mexicana) va anomenar a la substància diosgenina.
Gràcies a la disponibilitat del recurs, el Dr. Rusell Marker va aconseguir sintetitzar hormones esteroides. Aquestes hormones eren molt demandades en la medicina mundial que, a mitjans del segle xx, només es podien obtenir d'animals que resultaven molt costosos de criar i que en produïen molt poca. Uns anys més tard es va descobrir que un altre tipus de nyam, Dioscorea composita contenia encara més diosgenina.
Com a conseqüència d'aquest descobriment, el nyam mexicà va resultar ser una font de grans quantitats de cortisona i va obrir moltes possibilitats mèdiques i farmacològiques. Durant anys, les companyies farmacèutiques van explotar la selva de Veracruz fins a endur-se tot el que necessitaven. Lamentablement, la gran utilitat d'aquesta explotació, que va portar a la producció de la píndola anticonceptiva, va beneficiar molt poc a la població que la recollia. La gran riquesa que generava aquest recurs va portar fins i tot a l'executiu federal, durant els anys setanta a plantejar-se la seva nacionalització però mai es va aplicar cap política coherent al respecte.
Pel que fa a les empreses que es van dedicar a l'explotació de la planta, destaquen:
- Syntex, empresa pionera que controla gairebé el 90% de la producció mundial d'esteroides. Un dels seus cofundadors és precisament el Dr. Russell Marker.
- El 1975 es crea Proquivex, una empresa paraestatal, amb l'objectiu de disminuir la desavantatge dels productors davant els compradors i intermediaris vinculats a empreses multinacionals.

Al cap d'uns anys es reestructura, i paral·lelament a la seva desaparició apareix:
- INBASA (Impulsora Nacional de Barbasco) amb l'objectiu que la riquesa produïda per la planta quedi a les mateixes comunitats. Això no obstant, aquesta iniciativa es va col·lapsar per la venda de la planta a un preu molt més barat provinent d'altres països.
- PROQUINA (Productos Químicos Naturales) és l'empresa que controla actualment la producció d'aquesta planta a Mèxic.

Quan la indústria farmacèutica va optar per la via sintètica i va retirar les seves inversions, es van perdre les vies de comercialització d'aquesta planta i Mèxic va deixar de ser exportador mundial per a convertir-se en importador d'hormones.
Això no obstant, durant el període de màxima explotació de la planta, es va arribar a produir gairebé una sobreexplotació. És per això que actualment es regula el seu ús, tot promovent el cultiu. A més, actualment hi ha una tendència accentuada a tornar a utilitzar la via no sintètica, ja que durant un temps es van associar els productes sintètics al càncer. Per aquest motiu, està regulada l'explotació, el comerç i emmagatzemant sota les lleis:
- NOM-004-RECNAT-1996
- NOM-005-RECNAT-1997 (Plantes completes)
- NOM-006-RECNAT-1997 (Branques, fulles, flors, fruits i llavors)